# جابر نصار
جابر جاد نصار وشهرته الدكتور جابر نصار  هو الرئيس السابق لـ جامعة القاهرة  ، ورئيس قسم القانون العام  وأستاذ القانون الدستوري بكلية الحقوق، ومحام بـالنقـض والإدارية العليا، ومحكم دولي وخبير العقود.

## مولده ونشأته
جابر جاد الحق نصار هو من مواليد محافظة دمياط عام 1962 

## التدرج الأكاديمي
بدأ جابر نصار عمله معيداً في عام 1984 ثم مدرساً مساعداً عام 1986، وعُين مدرساً في عام 1993 ثم أستاذاً مساعداً عام 1998، ونال درجة الأستاذية في الأول من أكتوبر عام 2003.

## الخبرات الوظيفية
شغل جابر نصار عدة مناصب ووظائف منها:
- عضو الجمعية المصرية للاقتصاد السياسي والتشريع – القاهرة.
- عضو الجمعية المصرية للقانون الدستوري – الإسكندرية.
- نائب رئيس الجمعية العلمية للقانون العام بكلية الحقوق – جامعة القاهرة.
- عضو الجمعية العلمية للدراسات الاقتصادية والقانونية بكلية الحقوق – جامعة القاهرة.
- عضو الاتحاد النوعى لهيئات حماية المستهلك (ضمن الأعضاء الخمسة المهتمين).

## كتبه وأبحاثه المنشورة
لجابر نصار العديد من الكتب والأبحاث المنشورة منها:
- «الاستفتاء الشعبي والديمقراطية» - 1993.
- «حرية الصحافة – دراسة مقارنة» - الطبعة الأولى 1994.
- «مسؤولية الدولة عن أعمالها غير التعاقدية» - 1995.
- «حرية الصحافة – دراسة مقارنة» - الطبعة الثانية – 1996.
- «المناقصات العامة – دراسة مقارنة في القانونين المصري والفرنسي والقانون النموذجي في الأمم المتحدة» الطبعة الأولى 1995 والطبعة الثانية 2002.
- «الوسيط في القانون الدستوري» - 1996.
- «التحكيم في العقود الإدارية» - 1997.
- «النظام القانوني للعمدة في ظل قانون تعيين العمد» - 1997.
- «الوجيز في العقود الإدارية» - الطبعة الأولى - 2000.
- «أصول وفنون البحث العلمي» - 2002.
- «عقود البوت والتطور الحديث لعقد الالتزام» - الطبعة الأولى – 2002 والطبعة الثانية 2003.
- «الوسيط في القانون الدستوري» - الطبعة الثانية – 2002.
- «النظام القانوني للمدعي العام الاشتراكي في مصر» - 2003.
- «الوسيط في القانون الإداري» - الكتاب الأول – 2003.